# Ruellia magniflora
Ruellia magniflora là một loài thực vật có hoa trong họ Ô rô. Loài này được C.Ezcurra miêu tả khoa học đầu tiên năm 1993.